# Мінден-Люббекке
Мі́нден-Люббе́кке (нім. Kreis Minden-Lübbecke) — район в Німеччині, в складі округу Детмольд землі Північний Рейн-Вестфалія. Адміністративний центр — місто Мінден.

## Населення
Населення району становить 312208 осіб (2011).

## Адміністративний поділ
Район поділяється на 3 комуни (нім. Gemeinden) та 8 міст (нім. Städte):
| № | Комуна/ місто      | Площа, км² | Населення, осіб (2011) | Центр              |
| - | ------------------ | ---------- | ---------------------- | ------------------ |
| 1 | Гілле              | 103,0      | 16021                  | Гілле              |
| 2 | Гюлльгорст         | 44,7       | 13246                  | Гюлльгорст         |
| 3 | Штемведе           | 166,1      | 13628                  | Леверн             |
| 1 | Бад-Ейнгаузен      | 64,8       | 48016                  | Бад-Ейнгаузен      |
| 2 | Еспелькамп         | 84,2       | 25108                  | Еспелькамп         |
| 3 | Любекке            | 65,1       | 25636                  | Любекке            |
| 4 | Мінден             | 101,1      | 81904                  | Мінден             |
| 5 | Петерсгаген        | 212,0      | 25470                  | Петерсгаген        |
| 6 | Порта-Вестфаліка   | 105,2      | 34918                  | Порта-Вестфаліка   |
| 7 | Пройсіш-Ольдендорф | 68,8       | 12720                  | Пройсіш-Ольдендорф |
| 8 | Раден              | 137,4      | 15541                  | Раден              |

| Німеччина | Це незавершена стаття з географії Німеччини. Ви можете допомогти проєкту, виправивши або дописавши її. |

1. ↑  https://www.landesdatenbank.nrw.de/ldbnrw/online;jsessionid=FBC481AAC50656B8CA9E933111BC242A.ldb2?sequenz=tabelleErgebnis&selectionname=12411-31iz
2. ↑  https://www.destatis.de/DE/Themen/Laender-Regionen/Regionales/Gemeindeverzeichnis/Administrativ/04-kreise.html